# 小川さゆり
小川 さゆり（おがわ さゆり・仮名、1996年 - ）は、日本の反カルト活動家、著作家。旧統一教会を信仰する家庭に生まれた、宗教2世の元信者。旧統一教会のいう「祝福2世」や「神の子」として育てられた。
2022年7月に発生した安倍晋三銃撃事件をきっかけとして、旧統一教会の問題が明るみに出て以降、旧統一教会による被害や宗教虐待を告発・批判する活動を行っている。

## 来歴

### 生誕と幼少期
6人兄弟の長女として1996年（平成8年）に生まれる。両親は旧統一教会の熱心な信者であり、両親は合同結婚式で結婚した経緯を持っている。母親は、専業主婦であるが、布教活動や選挙活動のために家を空けることが多く、父親は旧統一教会の地区責任者という家庭であった。子供の頃は、テレビや漫画といった娯楽は悪とされ禁止、礼拝や祈祷会には強制的に参加させられ、肩を脱臼することや気絶することもあった。それでも両親は子供に信仰を強要し続けた。また、旧統一教会への献金で家計は苦しく、学校ではいじめを受けていた。

### 性被害と「精神修行」、自殺願望
高校生になると、旧統一教会への信仰にのめり込むようになる。旧統一教会の集会に行くことで気分が紛れることもあったという。そして高校3年生の時、旧統一教会の教義についてスピーチする大会で全国2位になった。そのような中で参加した宿泊研修で、班長の男性から、周囲の目が届かない個室に連れていかれ肩を抱かれて写真を撮られるといったセクハラを受けた。研修が終わっても「返信しないと天国で合えないよ」などとメールが送られてき、小川はショックを受けた。両親に相談すると、小川に悪霊がついているからこうなったと言われ、韓国での「精神修行」に参加させられた。40日間の「除霊」で精神的に不安定になり、遺書を記すに至った。

### 旧統一教会からの脱会
母親は、小川の貯金やアルバイト代を無断で使うようになり、小川はさらに苦しめられた。このとき19歳だった。役所や警察を訪ね、この被害を相談したが、「家族間のこと、宗教のことだから 」と取り合ってもらえなかったという。自室に引きこもるようになるが、20歳の時に家出をした。同時に旧統一教会を脱会した。家族とは距離を置けるようになったものの、過呼吸などの症状が続いた。家出後の苦しみを2022年11月のインタビューで以下のように述べている。

統一教会を本当にうらみまくったけど、でも自分が生まれたのって統一教会があるからで、文鮮明が両親をマッチングしたから、自分の命があって、それもアイデンティティが崩壊しそうになる、自分の存在意義が分からなくなって…すごく死にたくなっていました。（統一教会がなかったら）私も生まれてないんで、まだ信仰2世のほうが良かったなって、両親が産みたいと思って産んでくれて、途中から入信してたほうがまだ良かったなって。私も信者を増やすために生まれてきただけなので

その後、現在の夫と出会い結婚。2022年4月に長男を出産した。

### 旧統一教会問題を巡る活動
2022年7月に安倍晋三銃撃事件が発生。事件発生当日夜にテレビニュースで報じられた「安倍晋三銃撃事件の容疑者（犯人）」からの供述で特定の宗教団体に恨みを持っていたことを知り、その「宗教団体」が旧統一教会であることを察した。旧統一教会の元信者がインターネット上で声を上げているのを見て、小川もTwitterを通して、宗教2世としての思いを発信するようになった。その後、旧統一教会による政治への浸透工作や高額献金の実態が報じられるようになった。同月、ジャパン・ニュース・ネットワーク（JNN）が宗教2世問題に関する特集のためにSNSを通じて、小川に取材を申し込んだ。「小川さゆり」との仮名はその際に名乗ったものである。
2022年10月7日には、日本外国特派員協会で旧統一教会を批判する会見を行った。その際、旧統一教会側は両親の署名付きの、会見の中止を求めるファックスを送付し、その中には小川が精神疾患を抱えており、その証言は虚偽の可能性があると記されていた。小川は会見中にこのファックスを確認し、「どちらが悪なのか、これを見てくださっている多くの方は分かってくださると信じています」と述べた。後日、教会はこのファックスについて「これ以上公の場に出ることで、本人の症状が悪化することを心配した『親心』からです」と説明している。
2022年12月9日、国会で行われた参院消費者問題特別委員会に参考人として出席し、旧統一教会の被害者救済の必要性を訴えた。翌10日、「法人等による寄附の不当な勧誘の防止等に関する法律」いわゆる「旧統一教会被害者救済法」が可決・成立。被害の救済と防止を訴えていた小川は、「大きな一歩」とした上で「議論も続けてほしい」と述べ、現状では不十分との見方を示した。
旧統一教会側は、小川が高額献金などの被害を訴える発言を収めた公開動画に反発。「小川の両親が高額献金した事実はない。家につぼなどがあったため誤解したに過ぎない」などと主張し、教団の社会的評価を低下させるなどと削除を求める仮処分を申し立てたが、2023年3月に東京地裁は「経済的余裕がない中で献金していたことが認められる。重要部分において真実に反するとは言えない。名誉毀損は成立しない」と却下。即時抗告を受けた東京高裁も8月、同じく棄却し、確定した。

## 著書
- 『小川さゆり、宗教2世』（小学館、2023年3月7日[17]）